# Johannes Rypma
Johannes Rypma (Oudega, 13 mei 1992) is een Nederlandse zanger en model. Hij verkreeg nationale bekendheid door zijn deelname aan het derde seizoen van het televisieprogramma The voice of Holland. Zijn debuutsingle Play Me verscheen in februari 2013 gelijktijdig in twee versies: een Engelstalige en een Friese, getiteld In libben Y’ne Rock n Roll geschreven door Syb van der Ploeg. In het voorjaar van 2013 verscheen hij op de omslag van L'Homo met een fotoreportage op Mauritius.

## Discografie

### Albums
| Album met eventuele hitnotering(en) in de Nederlandse Album Top 100 | Datum van verschijnen | Datum van binnenkomst | Hoogste positie | Aantal weken | Opmerkingen |
| ------------------------------------------------------------------- | --------------------- | --------------------- | --------------- | ------------ | ----------- |
| Play Me                                                             | 2013                  | 22-06-2013            | 26              | 3            |             |

### Singles
| Single met eventuele hitnotering(en) in de Nederlandse Top 40 | Datum van verschijnen | Datum van binnenkomst | Hoogste positie | Aantal weken | Opmerkingen                 |
| ------------------------------------------------------------- | --------------------- | --------------------- | --------------- | ------------ | --------------------------- |
| When the lady smiles                                          | 07-12-2012            | 15-12-2012            | top6            | -            | Nr. 12 in de Single Top 100 |
| Play Me / In libben yn'e Rock & Roll                          | 01-02-2013            | 16-02-2013            | 34              | 2            | Nr. 10 in de Single Top 100 |
| My Heart Don't Wanna Let Go                                   | 24-04-2013            | -                     |                 |              | Nr. 22 in de Single Top 100 |
| Ik wol dy                                                     | 07-01-2014            | -                     |                 |              | met Mirjam Timmer           |